# Équipe du Portugal de football à la Coupe du monde 2014
Cet article relate le parcours de l'équipe du Portugal de football lors de la Coupe du monde de football 2014 organisée au Brésil du 12 juin au 13 juillet 2014.

## Récit
Afin de commencer les qualifications pour le mondial 2014 au Brésil, la Selecção a rencontré le Panama  en match amical le 15 août dans l'Estádio Algarve de Faro où ils se sont finalement imposés sur le score de 2-0 (buts de Cristiano Ronaldo et Nélson Oliveira) après avoir dominé tout le match.
Le 27 août 2012, le président de la fédération brésilienne de football a annoncé que les deux équipes s'affronteraient à deux reprises en 2013 afin de préparer le mondial 2014.
Le 7 septembre 2012, les Lusitaniens se sont rendus au Luxembourg pour leur premier match de qualification (du groupe F) pour le mondial 2014 au Brésil. Au terme de cette première rencontre qualificative, la Selecção parvient à s'imposer sur le score de (2-1). En effet après s'être fait surprendre par les luxembourgeois dans les premières minutes de jeu, les hommes de Paulo Bento sont parvenus à égaliser grâce à un but de Cristiano Ronaldo puis de reprendre le match en main avec un but de Helder Postiga en seconde période.
Le 11 septembre 2012, pour son premier match de qualification à domicile le Portugal recevait l'Azerbaïdjan à Braga. La Seleção das Quinas réalise une performance en demi-teinte. Ayant dominé tout le match les portugais parviennent à s'imposer sur le score de (3-0) grâce aux buts de Varela, Helder Postiga et Bruno Alves en fin de match. Cristiano Ronaldo a notamment touché les poteaux azerbaïdjanais à quatre reprises.
Le 12 octobre 2012, la Seleção se rendait en Russie à Moscou pour leur troisième match qualificatif et leur permettrait en cas de victoire sur les russes de prendre la tête de ce groupe F. Mais la Russie ouvre le score dès la 6e minute et ensuite laisse la balle aux portugais afin de préparer une éventuelle contre-attaque. Le demi-finaliste de l'Euro 2012 précédent ne parvient pas à mettre de but contre l'équipe qui a battu l'Irlande du Nord (2-0) et Israël (0-4) et est ainsi devancé par son rival de 3 points.
Le 16 octobre 2012, l'Irlande du Nord ouvre le score au Portugal et l'équipe hôte ne réduit l'écart qu'en fin de match (1-1) pendant que la Russie gagne contre l'Azerbaïdjan (1-0). Le Portugal compte ainsi cinq points de retard sur le leader du groupe et se retrouve même troisième à la différence de but derrière Israël qui a vaincue le Luxembourg (6-0) puis (3-0) …
Le 14 novembre 2012, le Portugal est tenu en échec par le Gabon (2-2) et le 6 février 2013, la sélection est battue par l'Équateur, équipe considérée susceptible de créer la surprise au Mondial (2-3).
La première finale de la deuxième place contre l'Israël se déroule à l'extérieur le 22 mars 2013 dans le Stade Ramat Gan à Tel Aviv. Malgré un but de Bruno Alves dès la troisième minute, le Portugal affiche de sérieuses faiblesses dans la finition et encaisse trois buts d'un réaliste Israël. La Selecção parvient cependant à égaliser de façon inespérée dans les arrêts de jeu.
Non victorieuse depuis 6 matchs, elle renoue avec la victoire contre l'Azerbaïdjan à Bakou en affichant les mêmes faiblesses et en attendant que l'adversaire soit réduit à 10 pour s'imposer (2-0).
Le 7 juin 2013, elle accueille Russie sur ses terres à Lisbonne dans l'Estádio da Luz, et obtiennent la victoire (1-0) but de Hélder Postiga, les Lusitaniens prennent donc temporairement la tête du groupe (les Russes ayant joués deux matchs de moins).
Puis le 10 juin 2013, la Selecção a affronté la Croatie en match amical dans le Stade de Genève. La Selecção a gagné (1-0), par un but de son capitaine Cristiano Ronaldo marqué en première mi-temps.
Le 14 août 2013, la Selecção rencontre les Pays-Bas à Faro, puis le 14 septembre 2013, le Brésil à Boston afin de préparer les dernières rencontres qualificatives pour le Mondial 2014.
Le 6 septembre 2013, le Portugal alors mené 2-1 en deuxième période par l'Irlande du Nord, Cristiano Ronaldo inscrit un triplé historique en 15 minutes (67e, 77e, 82e) et donne la victoire (4-2) à la « Selecção ».
Second de leur groupe derrière la Russie, les Lusitaniens passent finalement l'épreuve des barrages à laquelle ils sont déjà habitués. Le 19 novembre 2013, Cristiano Ronaldo renouvelle son exploit en inscrivant de nouveau trois buts en 15 minutes contre la Suède égalant le record de buts de Pauleta avec la Selecção et conduit ainsi le Portugal à la Coupe du monde de football de 2014 au Brésil.

## Effectif
Voici la liste de joueurs sélectionnés pour disputer la coupe du monde de football 2014 au Brésil du 12 juin 2014 au 13 juillet 2014.
Sélections et buts actualisés le 19 mai 2014.
| N° | Pos. | Nom               | Date de naissance | Sélections | Buts | Club                     |
| -- | ---- | ----------------- | ----------------- | ---------- | ---- | ------------------------ |
| 1  | GB   | Eduardo           | 19 septembre 1982 | 32         | 0    | SC Braga                 |
| 12 | GB   | Rui Patrício      | 15 février 1988   | 29         | 0    | Sporting Portugal        |
| 22 | GB   | Beto              | 1er mai 1982      | 6          | 0    | Séville FC               |
|    |      |                   |                   |            |      |                          |
| 2  | DF   | Bruno Alves       | 27 novembre 1981  | 70         | 10   | Fenerbahçe               |
| 3  | DF   | Pepe              | 26 février 1983   | 57         | 3    | Real Madrid              |
| 5  | DF   | Fábio Coentrão    | 11 mars 1988      | 43         | 3    | Real Madrid              |
| 13 | DF   | Ricardo Costa     | 16 mai 1981       | 16         | 1    | Valence CF               |
| 14 | DF   | Luís Neto         | 26 mai 1988       | 6          | 0    | Zénith Saint-Pétersbourg |
| 21 | DF   | João Pereira      | 25 février 1984   | 34         | 0    | Valence CF               |
| 19 | DF   | André Almeida     | 9 octobre 1990    | 2          | 0    | Benfica Lisbonne         |
|    |      |                   |                   |            |      |                          |
| 4  | ML   | Miguel Veloso     | 11 mai 1986       | 46         | 2    | Dynamo Kiev              |
| 6  | ML   | William Carvalho  | 7 avril 1992      | 2          | 0    | Sporting Portugal        |
| 8  | ML   | João Moutinho     | 8 septembre 1986  | 66         | 2    | AS Monaco                |
| 16 | ML   | Raul Meireles     | 17 mars 1983      | 73         | 10   | Fenerbahçe               |
| 20 | ML   | Rúben Amorim      | 27 janvier 1985   | 10         | 0    | Benfica Lisbonne         |
|    |      |                   |                   |            |      |                          |
| 7  | AT   | Cristiano Ronaldo | 5 février 1985    | 110        | 49   | Real Madrid              |
| 11 | AT   | Éder              | 22 décembre 1987  | 3          | 0    | SC Braga                 |
| 18 | AT   | Varela            | 2 février 1985    | 20         | 4    | FC Porto                 |
| 15 | AT   | Rafa              | 17 mai 1993       | 1          | 0    | SC Braga                 |
| 10 | ML   | Vieirinha         | 24 janvier 1986   | 6          | 0    | VfL Wolfsbourg           |
| 17 | AT   | Nani              | 17 novembre 1986  | 72         | 14   | Manchester United        |
| 23 | AT   | Hélder Postiga    | 2 août 1982       | 66         | 27   | Valence CF               |
| 9  | AT   | Hugo Almeida      | 17 novembre 1986  | 53         | 17   | Beşiktaş                 |

## Encadrement

### Sélectionneur
- Paulo Bento

## Classement
| Rang | Équipe          | Pts | J  | G | N | P | Bp | Bc | Diff |  | Résultats (▼ dom., ► ext.) |     |     |     |     |     |     |
| ---- | --------------- | --- | -- | - | - | - | -- | -- | ---- |  | -------------------------- | --- | --- | --- | --- | --- | --- |
| 1    | Russie          | 22  | 10 | 7 | 1 | 2 | 20 | 5  | +15  |  | Russie                     |     | 1-0 | 3-1 | 1-0 | 2-0 | 4-1 |
| 2    | Portugal        | 21  | 10 | 6 | 3 | 1 | 20 | 9  | +11  |  | Portugal                   | 1-0 |     | 1-1 | 3-0 | 1-1 | 3-0 |
| 3    | Israël          | 14  | 10 | 3 | 5 | 2 | 19 | 14 | +5   |  | Israël                     | 0-4 | 3-3 |     | 1-1 | 1-1 | 3-0 |
| 4    | Azerbaïdjan     | 9   | 10 | 1 | 6 | 3 | 7  | 11 | -4   |  | Azerbaïdjan                | 1-1 | 0-2 | 1-1 |     | 2-0 | 1-1 |
| 5    | Irlande du Nord | 7   | 10 | 1 | 4 | 5 | 9  | 17 | -8   |  | Irlande du Nord            | 1-0 | 2-4 | 0-2 | 1-1 |     | 1-1 |
| 6    | Luxembourg      | 6   | 10 | 1 | 3 | 6 | 7  | 26 | -19  |  | Luxembourg                 | 0-4 | 1-2 | 0-6 | 0-0 | 3-2 |     |

| 1er match                                                    | Luxembourg  | 1 – 2   | Portugal                  |                                                                                   |                                                                                   |
| 7 septembre 2012 · 20 h 45 UTC+2 · Historique des rencontres | Da Mota 13e | (1 - 1) | 28e Ronaldo · 54e Postiga | Stade Josy-Barthel, Luxembourg Spectateurs : 8 125 Arbitrage : Kristo Tohver (en) | Stade Josy-Barthel, Luxembourg Spectateurs : 8 125 Arbitrage : Kristo Tohver (en) |
| 7 septembre 2012 · 20 h 45 UTC+2 · Historique des rencontres | Rapport     |         |                           | Stade Josy-Barthel, Luxembourg Spectateurs : 8 125 Arbitrage : Kristo Tohver (en) | Stade Josy-Barthel, Luxembourg Spectateurs : 8 125 Arbitrage : Kristo Tohver (en) |

| 2e match                                                      | Portugal                             | 3 – 0   | Azerbaïdjan |                                                                      |                                                                      |
| 11 septembre 2012 · 20 h 15 UTC+1 · Historique des rencontres | Varela 63e · Postiga 85e · Alves 88e | (0 - 0) |             | Estádio Axa, Braga Spectateurs : 29 971 Arbitrage : Szymon Marciniak | Estádio Axa, Braga Spectateurs : 29 971 Arbitrage : Szymon Marciniak |
| 11 septembre 2012 · 20 h 15 UTC+1 · Historique des rencontres | Rapport                              |         |             | Estádio Axa, Braga Spectateurs : 29 971 Arbitrage : Szymon Marciniak | Estádio Axa, Braga Spectateurs : 29 971 Arbitrage : Szymon Marciniak |

| 3e match                                                  | Russie       | 1 – 0   | Portugal |                                                                       |                                                                       |
| 12 octobre 2012 · 19:00 UTC+4 · Historique des rencontres | Kerzhakov 6e | (1 - 0) |          | Stade Luzhniki, Moscou Spectateurs : 54 212 Arbitrage : Viktor Kassai | Stade Luzhniki, Moscou Spectateurs : 54 212 Arbitrage : Viktor Kassai |
| 12 octobre 2012 · 19:00 UTC+4 · Historique des rencontres | Rapport      |         |          | Stade Luzhniki, Moscou Spectateurs : 54 212 Arbitrage : Viktor Kassai | Stade Luzhniki, Moscou Spectateurs : 54 212 Arbitrage : Viktor Kassai |

| 4e match                                                  | Portugal    | 1 – 1   | Irlande du Nord |                                                                                  |                                                                                  |
| 16 octobre 2012 · 20:45 UTC+1 · Historique des rencontres | Postiga 79e | (0 - 1) | 30e McGinn      | Estádio do Dragão, Porto Spectateurs : 48 711 Arbitrage : Thorsten Kinhöfer (en) | Estádio do Dragão, Porto Spectateurs : 48 711 Arbitrage : Thorsten Kinhöfer (en) |
| 16 octobre 2012 · 20:45 UTC+1 · Historique des rencontres | Rapport     |         |                 | Estádio do Dragão, Porto Spectateurs : 48 711 Arbitrage : Thorsten Kinhöfer (en) | Estádio do Dragão, Porto Spectateurs : 48 711 Arbitrage : Thorsten Kinhöfer (en) |

| 5e match                                               | Israël                                  | 3 – 3   | Portugal                              |                                                                             |                                                                             |
| 22 mars 2013 · 14:45 UTC+2 · Historique des rencontres | Hemed 24e · Ben Basat 40e · Gershon 70e | (2 - 1) | 2e Alves · 74e Postiga · 90e Coentrão | Stade Ramat Gan, Ramat Gan Spectateurs : 38 600 Arbitrage : Stéphane Lannoy | Stade Ramat Gan, Ramat Gan Spectateurs : 38 600 Arbitrage : Stéphane Lannoy |
| 22 mars 2013 · 14:45 UTC+2 · Historique des rencontres | Rapport                                 |         |                                       | Stade Ramat Gan, Ramat Gan Spectateurs : 38 600 Arbitrage : Stéphane Lannoy | Stade Ramat Gan, Ramat Gan Spectateurs : 38 600 Arbitrage : Stéphane Lannoy |

| 6e match                                               | Azerbaïdjan | 0 – 2   | Portugal                |                                                                                  |                                                                                  |
| 26 mars 2013 · 21:00 UTC+4 · Historique des rencontres |             | (0 - 0) | 63e Alves · 79e Almeida | Stade Tofiq-Béhramov, Bakou Spectateurs : 24 558 Arbitrage : Andre Marriner (en) | Stade Tofiq-Béhramov, Bakou Spectateurs : 24 558 Arbitrage : Andre Marriner (en) |
| 26 mars 2013 · 21:00 UTC+4 · Historique des rencontres | Rapport     |         |                         | Stade Tofiq-Béhramov, Bakou Spectateurs : 24 558 Arbitrage : Andre Marriner (en) | Stade Tofiq-Béhramov, Bakou Spectateurs : 24 558 Arbitrage : Andre Marriner (en) |

| 7e match                                              | Portugal   | 1 – 0   | Russie |                                                                         |                                                                         |
| 7 juin 2013 · 20:45 UTC+1 · Historique des rencontres | Postiga 9e | (1 - 0) |        | Estádio da Luz, Lisbonne Spectateurs : 54 697 Arbitrage : Damir Skomina | Estádio da Luz, Lisbonne Spectateurs : 54 697 Arbitrage : Damir Skomina |
| 7 juin 2013 · 20:45 UTC+1 · Historique des rencontres | Rapport    |         |        | Estádio da Luz, Lisbonne Spectateurs : 54 697 Arbitrage : Damir Skomina | Estádio da Luz, Lisbonne Spectateurs : 54 697 Arbitrage : Damir Skomina |

| 8e match                                                   | Irlande du Nord        | 2 – 4   | Portugal                        |                                                                       |                                                                       |
| 6 septembre 2013 · 19:45 UTC+1 · Historique des rencontres | McAuley 36e · Ward 52e | (1 - 1) | 20e Alves · 68e 77e 83e Ronaldo | Windsor Park, Belfast Spectateurs : 13 629 Arbitrage : Danny Makkelie | Windsor Park, Belfast Spectateurs : 13 629 Arbitrage : Danny Makkelie |
| 6 septembre 2013 · 19:45 UTC+1 · Historique des rencontres | Rapport                |         |                                 | Windsor Park, Belfast Spectateurs : 13 629 Arbitrage : Danny Makkelie | Windsor Park, Belfast Spectateurs : 13 629 Arbitrage : Danny Makkelie |

| 9e match                                                  | Portugal  | 1 – 1   | Israël        |                                                                                   |                                                                                   |
| 11 octobre 2013 · 20:45 UTC+1 · Historique des rencontres | Costa 27e | (1 - 0) | 85e Ben Basat | Estádio José Alvalade, Lisbonne Spectateurs : 48 317 Arbitrage : Tom Harald Hagen | Estádio José Alvalade, Lisbonne Spectateurs : 48 317 Arbitrage : Tom Harald Hagen |
| 11 octobre 2013 · 20:45 UTC+1 · Historique des rencontres | Rapport   |         |               | Estádio José Alvalade, Lisbonne Spectateurs : 48 317 Arbitrage : Tom Harald Hagen | Estádio José Alvalade, Lisbonne Spectateurs : 48 317 Arbitrage : Tom Harald Hagen |

| 10e match                                                   | Portugal                            | 3 - 0   | Luxembourg |                                                                           |                                                                           |
| 15 octobre 2013 · 18 h 00 UTC+1 · Historique des rencontres | Varela 30e · Nani 37e · Postiga 79e | (2 - 0) |            | Estádio Coimbra, Coimbra Spectateurs : 18 955 Arbitrage : Bülent Yıldırım | Estádio Coimbra, Coimbra Spectateurs : 18 955 Arbitrage : Bülent Yıldırım |
| 15 octobre 2013 · 18 h 00 UTC+1 · Historique des rencontres | Rapport                             |         |            | Estádio Coimbra, Coimbra Spectateurs : 18 955 Arbitrage : Bülent Yıldırım | Estádio Coimbra, Coimbra Spectateurs : 18 955 Arbitrage : Bülent Yıldırım |

### Barrage
| Barrages - Zone Europe                                 | Portugal | 1 – 0   | Suède |                                                                          |                                                                          |
| 15 novembre 2013 · 19 h 45 · Historique des rencontres | Ronaldo 82e | (0 – 0) |       | Estádio da Luz, Lisbonne Spectateurs : 61 467 Arbitrage : Nicola Rizzoli | Estádio da Luz, Lisbonne Spectateurs : 61 467 Arbitrage : Nicola Rizzoli |
| 15 novembre 2013 · 19 h 45 · Historique des rencontres | Rapport |         |       | Estádio da Luz, Lisbonne Spectateurs : 61 467 Arbitrage : Nicola Rizzoli | Estádio da Luz, Lisbonne Spectateurs : 61 467 Arbitrage : Nicola Rizzoli |
| 15 novembre 2013 · 19 h 45 · Historique des rencontres | Rui Patrício - Alves, Pepe, Coentrão, Pereira - Veloso, Moutinho, Meireles (Josué, 77e) - Ronaldo , Nani, Postiga (Almeida, 66e) | Équipes |       | Estádio da Luz, Lisbonne Spectateurs : 61 467 Arbitrage : Nicola Rizzoli | Estádio da Luz, Lisbonne Spectateurs : 61 467 Arbitrage : Nicola Rizzoli |

| Barrages - Zone Europe                                 | Suède               | 2 – 3   | Portugal |                                                                   |                                                                   |
| 19 novembre 2013 · 20 h 45 · Historique des rencontres | Ibrahimović 68e 72e | (0 – 0) | Ronaldo 50e 77e 79e | Friends Arena, Solna Spectateurs : 49 766 Arbitrage : Howard Webb | Friends Arena, Solna Spectateurs : 49 766 Arbitrage : Howard Webb |
| 19 novembre 2013 · 20 h 45 · Historique des rencontres | Rapport             |         | | Friends Arena, Solna Spectateurs : 49 766 Arbitrage : Howard Webb | Friends Arena, Solna Spectateurs : 49 766 Arbitrage : Howard Webb |
| 19 novembre 2013 · 20 h 45 · Historique des rencontres |                     | Équipes | Rui Patrício - Alves, Pepe, Coentrão (Antunes, 52e), Pereira - Veloso, Moutinho, Meireles (William, 73e) - Ronaldo , Nani, Almeida (Costa 82e) | Friends Arena, Solna Spectateurs : 49 766 Arbitrage : Howard Webb | Friends Arena, Solna Spectateurs : 49 766 Arbitrage : Howard Webb |

### Buteurs
| Pos | Joueur            | Club          | Buts |
| --- | ----------------- | ------------- | ---- |
| 1   | Hélder Postiga    | Lazio Rome    | 5    |
| 2   | Cristiano Ronaldo | Real Madrid   | 4    |
| 3   | Bruno Alves       | Fenerbahçe SK | 3    |
| 4   | Silvestre Varela  | FC Porto      | 1    |
| 4   | Fábio Coentrão    | Real Madrid   | 1    |
| 4   | Hugo Almeida      | Beşiktaş      | 1    |

## Préparations
Après les deux rounds de novembre 2013 contre la Suède pour le ticket gagnant, symbolisant la qualification pour la Coupe du monde 2014 (sixième participation), le Portugal retrouve pour un match amical le 5 mars 2014 (comme les 32 autres qualifiés de l'Épreuve Reine), l'équipe du Cameroun, au stade Dr Magalhães Pessoa, à Leiria. Le Portugal confirme sa bonne tendance en s'imposant à domicile 5 buts à 1, avec notamment un doublé de Cristiano Ronaldo, devenant ainsi le meilleur buteur de l'histoire de la Seleção das Quinas, avec 49 buts. Il avait égalé Pauleta (47 buts) lors du Barrage retour contre la Suède en novembre.
| Match amical                                      | Portugal | 5 - 1   | Cameroun      | Estádio Dr. Magalhães Pessoa, Leiria                 |                                                      |
| 5 mars 2014 · 21 h 45 · Historique des rencontres | Ronaldo 21e 84e · Meireles 66e · Coentrão 67e · Edinho 77e | (1 - 1) | Aboubakar 43e | Spectateurs : 21 335 Arbitrage : Andre Marriner (en) | Spectateurs : 21 335 Arbitrage : Andre Marriner (en) |
| 5 mars 2014 · 21 h 45 · Historique des rencontres | Beto (Eduardo, 46e) - Rolando, Neto, Pereira, Coentrão - Meireles, Moutinho, William (Veloso, 77e) - Rafa (Edinho, 46e (Antunes, 82e)), Cavaleiro (Varela, 69e), Ronaldo (Josué, 87e) | Équipes |               | Spectateurs : 21 335 Arbitrage : Andre Marriner (en) | Spectateurs : 21 335 Arbitrage : Andre Marriner (en) |

Le Portugal joue trois autres amicaux de préparations d'ici le début de la compétition le 12 juin 2014, notamment contre la Grèce, à Lisbonne le 31 mai 2014, et lors de l'ultime stage préparatoire aux États-Unis, contre le Mexique, à Foxborough, le 6 juin 2014, et la république d'Irlande, à New York, le 10 juin 2014.
| Match amical                                      | Portugal | 0-0     | Grèce | Estádio Nacional do Jamor, Oeiras           |                                             |
| 31 mai 2014 · 20 h 30 · Historique des rencontres | | (0-0)   | | Spectateurs : 33 556 Arbitrage : Kevin Blom | Spectateurs : 33 556 Arbitrage : Kevin Blom |
| 31 mai 2014 · 20 h 30 · Historique des rencontres | Eduardo (Beto, 46e) - Pereira, Costa, Alves , André Almeida - Nani (Rafa, 83e), Veloso, William (Neto, 89e), Varela (Vieirinha, 70e) - Éder (Amorim, 65e), Postiga (Hugo Almeida, 46e) | Équipes | A. Tziolis, D. Salpingidis, G. Maniatis, G. Samaras, J. Holebas, K. Katsouranis, K. Manolas, K. Mitroglou, O. Karnezis, Sokratis, V. Torosidis | Spectateurs : 33 556 Arbitrage : Kevin Blom | Spectateurs : 33 556 Arbitrage : Kevin Blom |

| Match amical                                     | Mexique | 0-1     | Portugal | Gillette Stadium, Foxborough                   |                                                |
| 6 juin 2014 · 2 h 30 · Historique des rencontres |         | (0-0)   | Alves 77e | Spectateurs : 65 000 Arbitrage : Jeffrey Solis | Spectateurs : 65 000 Arbitrage : Jeffrey Solis |
| 6 juin 2014 · 2 h 30 · Historique des rencontres |         | Équipes | Eduardo - Pereira (Amorim, 82e), Alves , André Almeida, Neto, Coentrão (Rafa, 75e) - Veloso, Vieirinha (Varela, 55e) - Éder (Postiga, 46e), Nani, Moutinho | Spectateurs : 65 000 Arbitrage : Jeffrey Solis | Spectateurs : 65 000 Arbitrage : Jeffrey Solis |

| Match amical                             | République d'Irlande | 1-5 | Portugal | MetLife Stadium, East Rutherford |  |
| 10 juin 2014 · Historique des rencontres |                      | (-) |          |                                  |  |

## Coupe du monde

### Premier tour - Groupe G
|   | Équipe     | Pts | J | G | N | P | Bp | Bc | Diff |
| 1 | Allemagne  | 7   | 3 | 2 | 1 | 0 | 7  | 2  | 5    |
| 2 | États-Unis | 4   | 3 | 1 | 1 | 1 | 4  | 4  | 0    |
| 3 | Portugal   | 4   | 3 | 1 | 1 | 1 | 4  | 7  | -3   |
| 4 | Ghana      | 1   | 3 | 0 | 1 | 2 | 4  | 6  | -2   |

| J 1 | 16 juin 2014 | Allemagne  | 4 - 0 | Portugal   |
| J 1 | 16 juin 2014 | Ghana      | 1 - 2 | États-Unis |
| J 2 | 21 juin 2014 | Allemagne  | 2 - 2 | Ghana      |
| J 2 | 22 juin 2014 | États-Unis | 2 - 2 | Portugal   |
| J 3 | 26 juin 2014 | États-Unis | 0 - 1 | Allemagne  |
| J 3 | 26 juin 2014 | Portugal   | 2 - 1 | Ghana      |

#### Allemagne - Portugal
| Match 13                                                 | Allemagne                                             | 4 - 0   | Portugal | Itaipava Arena Fonte Nova, Salvador de Bahia                         |                                                                      |
| 16 juin 2014 · 13:00 (UTC-3) · Historique des rencontres | Thomas Müller 12e (pen.) 45+1e 78e · Mats Hummels 32e | (3 - 0) |          | Spectateurs : 51 081 · Arbitrage : Milorad Mažić · Photos du match · | Spectateurs : 51 081 · Arbitrage : Milorad Mažić · Photos du match · |
| 16 juin 2014 · 13:00 (UTC-3) · Historique des rencontres | Rapport                                               |         |          | Spectateurs : 51 081 · Arbitrage : Milorad Mažić · Photos du match · | Spectateurs : 51 081 · Arbitrage : Milorad Mažić · Photos du match · |

| Allemagne | Portugal |

| ALLEMAGNE :     |    |                  |  |     |
|                 |    |                  |  |     |
| Gardien de but  | 1  | Manuel Neuer     |  |     |
|                 | 4  | Benedikt Höwedes |  |     |
|                 | 5  | Mats Hummels     |  | 73e |
|                 | 6  | Sami Khedira     |  |     |
|                 | 8  | Mesut Özil       |  | 63e |
|                 | 13 | Thomas Müller    |  | 82e |
|                 | 16 | Philipp Lahm     |  |     |
|                 | 17 | Per Mertesacker  |  |     |
|                 | 18 | Toni Kroos       |  |     |
|                 | 19 | Mario Götze      |  |     |
|                 | 20 | Jérôme Boateng   |  |     |
| Remplaçants :   |    |                  |  |     |
|                 | 9  | André Schürrle   |  | 63e |
|                 | 21 | Shkodran Mustafi |  | 73e |
|                 | 10 | Lukas Podolski   |  | 82e |
| Sélectionneur : |    |                  |  |     |
| Joachim Löw     |    |                  |  |     |

| PORTUGAL :      |    |                   |  |     |     |
|                 |    |                   |  |     |     |
| Gardien de but  | 12 | Rui Patrício      |  |     |     |
|                 | 2  | Bruno Alves       |  |     |     |
|                 | 3  | Pepe              |  |     | 37e |
|                 | 4  | Miguel Veloso     |  | 46e |     |
|                 | 5  | Fábio Coentrão    |  | 65e |     |
|                 | 7  | Cristiano Ronaldo |  |     |     |
|                 | 8  | João Moutinho     |  |     |     |
|                 | 9  | Hugo Almeida      |  | 28e |     |
|                 | 16 | Raul Meireles     |  |     |     |
|                 | 17 | Nani              |  |     |     |
|                 | 21 | João Pereira      |  |     | 11e |
| Remplaçants :   |    |                   |  |     |     |
|                 | 11 | Éder              |  | 28e |     |
|                 | 13 | Ricardo Costa     |  | 46e |     |
|                 | 19 | André Almeida     |  | 65e |     |
| Sélectionneur : |    |                   |  |     |     |
| Paulo Bento     |    |                   |  |     |     |

| Assistants : Milovan Ristić Dalibor Đurđević Quatrième arbitre : Sidi Alioum Cinquième arbitre : Djibril Camara Homme du Match : Thomas Müller |

#### États-Unis - Portugal
| Match 30                                                 | États-Unis                             | 2 - 2   | Portugal                         | Arena da Amazônia, Manaus                                            |                                                                      |
| 22 juin 2014 · 19:00 (UTC-4) · Historique des rencontres | Jermaine Jones 64e · Clint Dempsey 81e | (0 - 1) | 5e Nani · 90+5e Silvestre Varela | Spectateurs : 40 123 · Arbitrage : Néstor Pitana · Photos du match · | Spectateurs : 40 123 · Arbitrage : Néstor Pitana · Photos du match · |
| 22 juin 2014 · 19:00 (UTC-4) · Historique des rencontres | Rapport                                |         |                                  | Spectateurs : 40 123 · Arbitrage : Néstor Pitana · Photos du match · | Spectateurs : 40 123 · Arbitrage : Néstor Pitana · Photos du match · |

| États-Unis | Portugal |

| ÉTATS-UNIS :     |    |                   |  |       |     |
|                  |    |                   |  |       |     |
| Gardien de but   | 1  | Tim Howard        |  |       |     |
|                  | 4  | Michael Bradley   |  |       |     |
|                  | 5  | Matt Besler       |  |       |     |
|                  | 7  | DaMarcus Beasley  |  |       |     |
|                  | 8  | Clint Dempsey     |  | 87e   |     |
|                  | 11 | Alejandro Bedoya  |  | 72e   |     |
|                  | 13 | Jermaine Jones    |  |       | 75e |
|                  | 15 | Kyle Beckerman    |  |       |     |
|                  | 19 | Graham Zusi       |  | 90+1e |     |
|                  | 20 | Geoff Cameron     |  |       |     |
|                  | 23 | Fabian Johnson    |  |       |     |
| Remplaçants :    |    |                   |  |       |     |
|                  | 2  | DeAndre Yedlin    |  | 72e   |     |
|                  | 18 | Chris Wondolowski |  | 87e   |     |
|                  | 3  | Omar Gonzalez     |  | 90+1e |     |
| Sélectionneur :  |    |                   |  |       |     |
| Jürgen Klinsmann |    |                   |  |       |     |

| PORTUGAL :      |    |                   |  |     |
|                 |    |                   |  |     |
| Gardien de but  | 22 | Beto              |  |     |
|                 | 2  | Bruno Alves       |  |     |
|                 | 4  | Miguel Veloso     |  |     |
|                 | 7  | Cristiano Ronaldo |  |     |
|                 | 8  | João Moutinho     |  |     |
|                 | 13 | Ricardo Costa     |  |     |
|                 | 16 | João Moutinho     |  | 69e |
|                 | 17 | Nani              |  |     |
|                 | 19 | André Almeida     |  | 46e |
|                 | 21 | João Pereira      |  |     |
|                 | 23 | Hélder Postiga    |  | 16e |
| Remplaçants :   |    |                   |  |     |
|                 | 11 | Éder              |  | 16e |
|                 | 6  | William Carvalho  |  | 46e |
|                 | 18 | Silvestre Varela  |  | 69e |
| Sélectionneur : |    |                   |  |     |
| Paulo Bento     |    |                   |  |     |

| Assistants : Hernán Maidana Juan Pablo Belatti Quatrième arbitre : Walter Lopez Cinquième arbitre : Leonel Leal Homme du Match : Tim Howard |

#### Portugal - Ghana
| Match 46                                                 | Portugal                                    | 2 - 1   | Ghana            | Stade national de Brasilia Mané Garrincha, Brasilia                    |                                                                        |
| 26 juin 2014 · 13:00 (UTC-3) · Historique des rencontres | 31e (csc) John Boye · 80e Cristiano Ronaldo | (0 - 1) | Asamoah Gyan 57e | Spectateurs : 67 540 · Arbitrage : Nawaf Shukralla · Photos du match · | Spectateurs : 67 540 · Arbitrage : Nawaf Shukralla · Photos du match · |
| 26 juin 2014 · 13:00 (UTC-3) · Historique des rencontres | rapport                                     |         |                  | Spectateurs : 67 540 · Arbitrage : Nawaf Shukralla · Photos du match · | Spectateurs : 67 540 · Arbitrage : Nawaf Shukralla · Photos du match · |

| Portugal | Ghana |

| PORTUGAL :      |    |                   |  |     |       |
|                 |    |                   |  |     |       |
| Gardien de but  | 22 | Beto              |  | 89e |       |
|                 | 2  | Bruno Alves       |  |     |       |
|                 | 3  | Pepe              |  |     |       |
|                 | 4  | Miguel Veloso     |  |     |       |
|                 | 6  | William Carvalho  |  |     |       |
|                 | 7  | Cristiano Ronaldo |  |     |       |
|                 | 8  | João Moutinho     |  |     | 90+4e |
|                 | 17 | Nani              |  |     |       |
|                 | 20 | Rúben Amorim      |  |     |       |
|                 | 21 | João Pereira      |  | 61e |       |
|                 | 23 | Hélder Postiga    |  | 69e |       |
| Remplaçants :   |    |                   |  |     |       |
|                 | 18 | Silvestre Varela  |  | 61e |       |
|                 | 10 | Vieirinha         |  | 69e |       |
| Gardien de but  | 1  | Eduardo           |  | 89e |       |
| Sélectionneur : |    |                   |  |     |       |
| Paulo Bento     |    |                   |  |     |       |

| GHANA :            |    |                        |  |     |     |
|                    |    |                        |  |     |     |
| Gardien de but     | 16 | Fatau Dauda            |  |     |     |
|                    | 3  | Asamoah Gyan           |  |     |     |
|                    | 7  | Christian Atsu         |  |     |     |
|                    | 8  | Emmanuel Agyemang-Badu |  |     |     |
|                    | 10 | André Ayew             |  | 81e |     |
|                    | 17 | Mohammed Rabiu         |  | 76e |     |
|                    | 18 | Abdul Majeed Waris     |  | 71e | 55e |
|                    | 19 | Jonathan Mensah        |  |     |     |
|                    | 20 | Kwadwo Asamoah         |  |     |     |
|                    | 21 | John Boye              |  |     |     |
|                    | 23 | Harrison Afful         |  |     | 39e |
| Remplaçants :      |    |                        |  |     |     |
|                    | 13 | Jordan Ayew            |  | 71e | 78e |
|                    | 6  | Afriyie Acquah         |  | 76e |     |
|                    | 22 | Mubarak Wakaso         |  | 81e |     |
| Sélectionneur :    |    |                        |  |     |     |
| James Kwesi Appiah |    |                        |  |     |     |

| Assistants : Yaser Tulefat Ebrahim Saleh Quatrième arbitre : Wilmar Roldán Cinquième arbitre : Eduardo Díaz Homme du Match : Cristiano Ronaldo |